# Broken in the Wars
Broken in the Wars è un cortometraggio muto del 1919 diretto da Cecil M. Hepworth.

## Trama
Lady Hamlyn presenta un ciabattino ferito in guerra al Ministro delle Pensioni John Hodge.

## Produzione
Il film fu prodotto dalla Hepworth.

## Distribuzione
Distribuito dalla Hepworth, il film - un cortometraggio di 122 metri - uscì nelle sale cinematografiche britanniche nel gennaio 1919.
Si pensa che sia andato distrutto nel 1924 insieme a gran parte degli altri film della Hepworth. Il produttore, in gravissime difficoltà finanziarie, pensò in questo modo di poter almeno recuperare l'argento dal nitrato delle pellicole.